# Hakim Boubrit
Hakim Boubrit est un footballeur algérien né le 9 août 1974 à Tizi Ouzou. Il évoluait au poste de milieu défensif.

## Biographie
Il évolue en Division 1 avec son club formateur, la JS Kabylie pendant plus de 11 ans, ou il a eu 3 titres de Coupe de la CAF en 2000, 2001 et 2002.

## Palmarès
- Champion d'Algérie en 1993 et 2004 avec la JS Kabylie.
- Vainqueur de la Coupe d'Algérie en 1994 avec la JS Kabylie.
- Finaliste de la Coupe d'Algérie en 1999 et 2004 avec la JS Kabylie.
- Finaliste de la Supercoupe d'Algérie en 1994 et 1995 avec la JS Kabylie.
- Vainqueur de la Coupe d'Afrique des vainqueurs de coupe en 1995 avec la JS Kabylie.
- Finaliste de la Supercoupe de la CAF en 1996 avec la JS Kabylie.
- Vainqueur de la Coupe de la CAF en 2000, 2001 et 2002 avec la JS Kabylie.